# Крёйсвейк, Арнолд
Арнолд Крёйсвейк (нидерл. Arnold Kruiswijk; род. 2 ноября 1984, Гронинген) — нидерландский футболист, игравший на позиции защитника, и тренер.

## Клубная карьера
Крёйсвейк воспитанник клуба «Гронинген» из своего родного города. В 2001 году он был включён в заявку команды на сезон. 22 сентября 2002 года в матче против «Утрехта» Арнолд дебютировал за команду в Эредивизи. 10 сентября 2006 года в матче против «Хераклеса» он забил самый быстрый автогол чемпионата Нидерландов, срезав мяч в собственные ворота уже на 10 секунде поединка. В составе «Гронингена» Крёйсвейк провёл семь сезонов сыграв 150 матчей.
В 2008 году Арнолд перешёл в бельгийский «Андерлехт». 16 августа в матче против «Серкль Брюгге» он дебютировал в Жюпиле лиге. Из-за высокой конкуренции в 2010 году Крёйсвейк перешёл в «Роду» на правах аренды.
В 2010 году Арнолд вернулся на родину, где подписал соглашение с «Херенвеном» на четыре года. 25 сентября в матче против своего бывшего клуба «Роды» он дебютировал за новую команду. В 2014 году его контракт закончился и на правах свободного агента Крёйсвейк перешёл в «Витесс». В 2017 году Арнолд помог команде выиграть Кубок Нидерландов.

## Международная карьера
В 2006 году Арнолд в составе молодёжной национальной команды выиграл молодёжный чемпионат Европы в Португалии. В 2007 году Крёйсвейк во второй раз стал чемпионом Европы среди молодёжи уже на домашнем европейском первенстве.

## Достижения
«Витесс»
- Обладатель Кубка Нидерландов — 2016/17

Нидерланды (до 23)
- Чемпионат Европы по футболу среди молодёжных команд — 2006, 2007